# Таратута, Василий Николаевич
Васи́лий Никола́евич Тарату́та (укр. Василь Миколайович Таратута; 3 апреля 1930, с. Весёлая Долина, Глобинский район, Кременчугский округ, Украинская ССР, СССР — 8 ноября 2008, Москва, Россия) — советский государственный и партийный деятель, дипломат.

## Биография
Родился 3 апреля 1930 в селе Весёлая Долина Глобинского района Кременчугского округа Украинской ССР (ныне село в составе Глобинской городской общины Кременчугского района Полтавской области Украины).

### Образование
В 1950 году окончил Роменский сельскохозяйственный техникум, в 1955 году — Украинскую сельскохозяйственную академию.

### Трудовая деятельность
Работал агролесомелиоратором в Винницком районе. В 1956—1963 годах — в Крыжопольском районе: инженер, старший лесничий лесхоза, затем инструктор, помощник секретаря, заведующий орготделом райкома КПСС (член КПСС с 1957 года), с 1961 года — второй секретарь райкома партии, с 1962 года — председатель райисполкома. В 1963—1965 годах — начальник Хмельницкого колхозно-совхозного управления. В 1965—1967 годах — первый секретарь Ямпольского райкома, секретарь Винницкого обкома Компартии Украины.
С 1967 года — председатель Винницкого облисполкома. Первый секретарь Винницкого обкома Компартии Украины в 1970—1983 годах. Член ЦК КПСС (1976—1990, кандидат в 1971—1976).
Чрезвычайный и полномочный посол СССР в Алжирской Народной Демократической Республике в 1983—1991 годах.
Избирался депутатом Верховного Совета СССР 8-го (1970—1974), 9-го (1974—1979) и 10-го (1979—1984) созывов (депутат Совета Союза от Винницкой области).
С 1991 года — на пенсии, жил в Москве.
Похоронен на Троекуровском кладбище.

## Избранные публикации
Источник — Электронные каталоги РНБ
- Таратута В. Н. Дружба силы множит. — Одесса: Маяк, 1978. — 1440 с. — (Из опыта партийной работы. Идеологическая работа). — 7000 экз.
- Таратута В. Н. Забота о людях — дело партийное. — Одесса: Маяк, 1982. — 20 с. — (Из опыта партийной работы. Организационно-партийная работа). — 5000 экз.
- Таратута В. Н. Чувство семьи единой : [Опыт работы Винниц. обл. парт. орг. по интернац. и патриот. воспитанию трудящихся]. — Нальчик: Эльбрус, 1980. — 167 с. — 5000 экз.
- Таратута В. Н. Ямпольский почин. — М.: Колос, 1979. — 95 с. — 26 000 экз.

## Награды
- два ордена Ленина
- орден Октябрьской Революции (2 апреля 1980)[7]
- орден Трудового Красного Знамени
- медали
- Почётный знак «За заслуги перед Винницкой областью».